# 董文语杀人案
董文语杀人案，是指2006年3月至2006年5月发生在中国大陆的一起系列杀人、强奸、抢劫案。

## 涉案人员
董文语，男，1978年出生，浙江省平阳县人。1998年，董文语犯故意伤害罪被判刑1年6个月，1999年4月刑满释放；1999年9月10日因盗窃在杭州被判刑2年6个月，2002年3月9日刑满释放。
后出狱后连续杀六人，并奸尸。最后在逃亡中被抓。

## 成长经历
小学期间父母离异，母亲改嫁到了外地，他便跟着奶奶生活。董文语的父亲过去有小偷小摸行为，在村里的口碑不是很好，离婚后更不怎么管他了。上小学二年级时，才11岁的董文语离家出走。

## 侦查过程
2006年3月至5月，董文语流窜于福建、浙江、江西等省，持刀在夜间攀爬窗户进入居民住宅，进行杀人、强奸、抢劫等犯罪活动。其间，共杀死6人(其中女性5人)、杀伤2人(其中重伤1人)，并强奸4名女性，作案手段极其残忍。
2006年7月6日，公安部发布A级通缉令，在全国通缉董文语。
2006年11月16日凌晨，董文语在四川省宜宾市象鼻镇爬窗进入一村民家中，窃得一部手机后从原路爬出窗外时，村民被惊醒并呼叫，他从二楼跳下时摔断右腿被村民抓获。当地警方通过审查并根据董文语携带的物品（通缉令及日记）确认了其身份。
2006年11月17日因涉嫌故意杀人罪，被金华市公安局江南分局刑拘，同年12月20日被金华市婺城区检察院批捕。
2006年11月20日，董文语被押解回金华市，当地数千民众夹道围观。
2007年4月26日，金华市人民检察院以董文语犯故意杀人罪、抢劫罪、强奸罪、盗窃罪和侮辱尸体罪，向法院提起公诉。

## 审理过程
2007年5月16日，浙江省金华市中级人民法院首次开庭审理董文语系列杀人、强奸、抢劫案（因涉及个人隐私，法院不公开审理）。
2007年6月8日，法院一审判决认定董文语犯故意杀人罪，判处死刑，剥夺政治权利终身；犯抢劫罪，判处死刑，剥夺政治权利终身，并处没收个人全部财产；犯强奸罪，判处有期徒刑12年；犯盗窃罪，判处有期徒刑两年，并处罚金5000元；犯侮辱尸体罪，判处有期徒刑两年。数罪并罚，决定执行死刑，剥夺政治权利终身，并处没收个人全部财产。另外，法院还判处董文语赔偿附带民事诉讼原告人各项经济损失52万元。宣判后，董文语在法定期限内未上诉。

## 处决
2007年7月18日，浙江省高级人民法院复核同意原审判决，并依法报请最高人民法院核准。最高人民法院裁定核准对董文语执行死刑。
2007年11月28日，董文语被浙江省金华市中级人民法院依法执行死刑。

## 影响与评价
- 根据董文语自述，其童年家庭暴力及恋爱不幸导致其有强烈的反社会性[9][2][13][14]。